# Huascaran (Schiff, 1939)
Die Huascaran war ein deutsches Kombischiff, das im und nach dem Zweiten Weltkrieg mit mannigfachen Umbauten und unter verschiedenen Flaggen ein wechselvolles Schicksal als Werkstattschiff, Kombischiff, Auswandererschiff, Passagierschiff, Studentenschiff und Kreuzfahrtschiff hatte.

## Geschichte

### Hapag-KombischiffHuascaran
1937 erhielt die Werft Blohm & Voss von der Hapag den Bauauftrag für zwei Kombischiffe mit diesel-elektrischem Antrieb, die Schwesterschiffe Huascaran und Osorno, die im Westküstendienst nach Südamerika eingesetzt werden sollten. (Sie waren benannt nach dem Berg Huascarán in Peru und dem Vulkan Osorno in Chile.) Die Huascaran lief am 15. Dezember 1938 mit der Werftnummer 518 in Hamburg vom Stapel und wurde am 27. April 1939 ausgeliefert. Das Schiff war 149,32 m lang und 18,2 m breit, hatte 6,7 m Tiefgang und war mit 6951 BRT vermessen. Die Maschinenlage bestand aus drei MAN-Schiffsdieselmotoren (zwei 8-Zylinder, ein 6-Zylinder) mit zusammen 6350 PS, die dem Schiff über eine Schraube eine Geschwindigkeit von 16 Knoten verliehen. Die Huascaran hatte recht aufwendig ausgestattete Kabinen für insgesamt 39 Passagiere, ausschließlich in der Ersten Klasse.
Ihre Jungfernfahrt begann am 29. April 1939 und führte nach Genua. Auf der Rückfahrt nach Hamburg im Mai war Hermann Göring, der (zumindest laut offizieller Sprachregelung) von einer „Inspektion“ der Legion Condor in Spanien zurückkehrte, an Bord. Am 1. Juni 1939 begann die Huascaran ihren regulären Liniendienst von Hamburg an die südamerikanische Pazifikküste und zurück, machte jedoch nur eine Rundreise, ehe der Zweite Weltkrieg begann.

### WerkstattschiffHuascarander Kriegsmarine
Nach Kriegsbeginn wurde das Schiff von der deutschen Kriegsmarine requiriert und zunächst als Truppen- und Nachschubtransporter eingesetzt. Es wurde dann zum Werkstattschiff umgebaut und 1940 als Werkstattschiff 1 in Dienst gestellt. Es verlegte Anfang Juni 1940, im Zusammenhang mit dem geplanten Unternehmen Juno, von Wilhelmshaven nach Trondheim bzw. in den östlich von Trondheim gelegenen Lofjord, wo die Kriegsmarine bis 1945 einen wichtigen Marinestützpunkt unterhielt. Das Schiff diente dann bis Kriegsende in Norwegen, zumeist im Lofjord und in der Bogenbucht, wo es vor allem Wartungs- und Reparaturarbeiten an den vielen dort operierenden kleineren Einheiten der Kriegsmarine durchführte. Schon am 9. Juni 1940 machte sich seine Anwesenheit bezahlt, als das Schlachtschiff Scharnhorst nach einem Torpedotreffer des britischen Zerstörers Acasta mit einem 12 m × 4 m großen Leck unterhalb des achteren Drillingsturms im Lofjord einlief und die notwendigen ersten Reparaturen mit Hilfe der Huascaran vor Ort durchgeführt werden konnten, ehe die Scharnhorst dann am 20.–23. Juni zurück nach Kiel verlegte. Bereits wenige Tage später, am 20. Juni, wurde auch das Schlachtschiff Gneisenau durch einen Torpedotreffer des britischen U-Boots Clyde schwer beschädigt und musste im Lofjord von der Huascaran provisorisch repariert werden, ehe es am 25. Juli nach Kiel in die Werft verlegen konnte. Auch der Schwere Kreuzer Prinz Eugen wurde von den Technikern der Huascaran notrepariert, nachdem er am 23. Februar 1942 vor Trondheim von dem britischen U-Boot Trident torpediert worden war und dabei das Heck samt Ruder verloren hatte.
Stellvertretend für den Einsatz des Schiffes und seiner Besatzung wurde der Sonderführer Kapitänleutnant (Ing.) Jacob Koepke (Crew VI/18), vom 19. April 1940 bis Kriegsende Werkstattleiter auf der Huascaran, am 28. Januar 1945 mit dem Ritterkreuz mit Schwertern des Kriegsverdienstordens ausgezeichnet.

### Kanadisches AuswandererschiffBeaverbrae
Bei Kriegsende befand sich die Huascaran in der Bogenbucht bei Narvik. Am 15. Mai ging sie im Konvoi mit vier weiteren Schiffen und 15 U-Booten von Narvik nach Trondheim. Der Konvoi wurde am 17. Mai von der 9th Escort Group (dt. 9. Geleitgruppe) der britischen Royal Navy abgefangen, und die deutschen Schiffe kapitulierten in aller Form. Die U-Boote und der Tanker Kärnten wurden nach Schottland geleitet, während die vier anderen Überwasserschiffe nach Trondheim weiterfahren durften. Dort wurde die Huascaran, gemeinsam mit anderen Einheiten, im Lofjord, einem Nebenarm des Åsenfjords, interniert.
Im November 1945 wurde sie als Kriegsentschädigung für die 1941 versenkte Beaverbrae an Kanada und die kanadische War Assets Corporation und die von dieser betriebenen Park Steamship Company übergeben. Das Schiff wurde ab April 1947 in Liverpool überholt und zum Kombischiff zurückgebaut, fuhr dann im Juni 1947 nach Montreal, und wurde der Reederei North American Transports Inc. zugeteilt. Es war zu diesem Zeitpunkt das größte Schiff der kanadischen Handelsflotte.
Am 2. September 1947 wurde das Schiff an die Reederei CP Ships (Canadian Pacific Steamship Co.) verkauft und dann in Sorel-Tracy bei Montreal umgebaut, mit Kabinenplätzen für 74 Passagiere und doppelstöckigen Schlafsaalbetten für weitere 699 Personen. Äußerlich blieb sein Erscheinungsbild im Wesentlichen unverändert, abgesehen von einem zweiten Mast und den zusätzlichen Rettungsbooten auf dem Bootsdeck und den achtern doppelt übereinander aufgehängten Booten. Nach dem Umbau war das Schiff, am 7. Februar 1948 auf den neuen Namen Beaverbrae umgetauft, mit 9034 BRT vermessen. Das Schiff, von der kanadischen Regierung dem Canadian Christian Council for the Resettlement of Refugees (CCCRR) zur Verfügung gestellt, diente nunmehr als Auswandererschiff für so genannte Displaced Persons zwischen Deutschland und Kanada, mit einer Rundreise etwa alle 28 Tage. Eine Besonderheit der Beaverbrae war es, dass sie zwar Passagiere von Deutschland nach Kanada brachte, aber in der Gegenrichtung als reines Frachtschiff benutzt wurde: einer der großen Laderäume wurde nur für die Fahrt nach Kanada als Schlafraum hergerichtet, bei der Fahrt nach Osten dann wieder als Frachtraum genutzt.
Am 8. Februar 1948 begann die Beaverbrae ihre erste Fahrt mit Fracht von Saint John mit Fracht nach London und dann weiter nach Bremerhaven, dem Ausgangspunkt ihrer Auswandererfahrten bis 1951. Bei allen späteren Fahrten war normalerweise Antwerpen der Zielhafen für die Fracht, und ab 1951 war Bremen der Ausgangshafen für die Auswanderer. Die Reederei arbeitete mit der Internationalen Flüchtlingsorganisation und dem CCCRR zusammen, die die Displaced Persons sammelten, auswählten und nach Bremerhaven brachten. Dort wurden die potentiellen Einwanderer von kanadischen Beamten auf Gesundheits- und Sicherheitsrisiken überprüft und mit den notwendigen Dokumenten versehen. Auf jeder Fahrt wurden zwischen 500 und 700 Personen befördert, von denen rund ein Fünftel Kinder waren. Vor der Ankunft in Kanada erhielt jeder Einwanderer, von denen die wenigsten Englisch sprachen, eine Identifikationskarte mit seinem Reiseziel. Zwei Reisezüge mit Gepäckwagen brachten die Ankömmlinge normalerweise nach Montreal und Toronto bzw. nach Winnipeg und weiter westlich gelegene Bestimmungsorte, wobei praktisch jeder Waggon eine andere Gegend zum Ziel hatte. Jeder Zug war mit drei Spezialwaggons versehen, einem Küchenwagen und zwei Speisewagen, von denen einer der Zugbesatzung nachts als Schlafwagen diente.
Am 28. Juli 1954 machte das Auswandererschiff Beaverbrae zum letzten Mal in Bremen die Leinen los. Auf insgesamt 52 Reisen hatte sie in sechs Jahren 33.259 Passagiere von Bremerhaven und Bremen, zum Teil auch von Rotterdam und Antwerpen nach Saint John oder Quebec City gebracht.

### Italienisches PassagierschiffAurelia
Das Schiff wurde am 1. November 1954 an die italienische Reederei Compagnia Genovese d’Armamento (Cogedar) verkauft. Es wurde in Aurelia umbenannt und in Monfalcone bei Triest zum Passagierschiff umgebaut, um im gewinnträchtigen Auswandererverkehr von Italien nach Australien und Neuseeland eingesetzt zu werden. Bug- und Heckpartie wurden verändert, wodurch das Schiff um etwa 6,7 Meter auf 139,9 m Lüa verlängert wurde. Die Aufbauten wurden modernisiert und nach vorn und achtern verlängert, und zusätzliche Rettungsboote wurden installiert. 238 Kabinen mit zwei, vier, sechs oder acht Betten bzw. Kojen, die meisten in den ehemaligen Laderäumen eingebaut, boten Platz für insgesamt 1,124 Reisende, nahezu alle in der Touristenklasse. Nur 13 Kabinen auf dem Lido Deck hatten eine eigene Toilette und eine eigene oder mit der Nachbarkabine geteilte Dusche. Das gesamte Schiff wurde klimatisiert. Nach dem Umbau war die Aurelia mit 11.022 BRT vermessen. Die Besatzung bestand nun aus 285 Personen.
Am 13. Mai 1955 ging die Aurelia von Triest auf ihre erste Australienfahrt nach Sydney. Ab 15. November 1955 begannen dann alle weiteren Fahrten nach Australien und Neuseeland, vier pro Jahr, in ihrem neuen Heimathafen Genua. Die Route ging über Neapel, Messina, Malta, Piräus, Port Said und Aden nach Fremantle, Melbourne und Sydney. Im Winter 1958/59 wurden weitere Modernisierungsumbauten durchgeführt und die Maschinenanlage durch neue MAN-Diesel ersetzt; die Tonnage erhöhte sich dadurch auf 10.480 BRT. Nach Beendigung der Arbeiten wurde die Aurelia nach Bremerhaven und anderen nordeuropäischen Häfen verlegt. Sie lief am 12. Juni 1959 zu ihrer ersten Reise Bremerhaven – Suez – Sydney aus. In den Jahren 1960 bis 1970 fuhr das Schiff auf verschiedenen Routen, teilweise unter Charter, so zwischen Rotterdam und Bremerhaven und Australien/Neuseeland und von Southampton nach Sydney. Am 9. Dezember 1964 ging sie von Rotterdam auf die erste ihrer drei Weltumrundungen via Panamakanal nach Tahiti, Neuseeland und Australien und zurück durch den Sueskanal. 1967 unternahm sie eine Vier-Tage-„Kreuzfahrt nach Nirgendwo“, die von Auckland zu der Vulkaninsel Whakaari / White Island in der Bay of Plenty führte.
Ein wichtiger Charter-Nutzer war der US-amerikanische Council on Student Travel, der das Schiff erstmals im Sommer 1960 für eine Rundfahrt von Bremen nach New York und zurück charterte und es dann jeden Sommer bis einschließlich September 1969 drei- oder viermal jährlich, insgesamt 34-mal, zwischen New York und Ärmelkanal-Häfen in England (Southampton) und Frankreich (Le Havre) verkehren ließ, um Schüler und Studenten von und in die USA zu bringen.
Mit der Sperrung des Sueskanals im Jahre 1967 und dem Nachlassen des Schiffspassagierverkehrs nach Australien wurde das Ende des Cogedar-Liniendienstes unvermeidlich. Die Aurelia lief am 23. September 1968 noch einmal von Rotterdam nach Sydney aus und verließ Sydney zum letzten Mal am 29. Oktober 1968, dabei beide Male die Route um das Kap der Guten Hoffnung nehmend. Nach ihrer Rückkehr wurde sie zum Kreuzfahrtschiff für nur noch 470 Passagiere umgebaut. Am 5. Februar 1969 begann sie ihren neuen Dienst mit einer Fahrt von Southampton nach Madeira, aber die geplante Serie weiterer Fahrten nach Madeira wurde wegen mangelndem Kundeninteresse im Mai gestrichen. 1969 und 1970 folgten Kreuzfahrten von Southampton zu den Kanarischen Inseln, nach Marokko, ins Mittelmeer, nach Skandinavien und in die Ostsee. Die Fahrten waren unrentabel, und das Schiff wurde schließlich 1970 verkauft.

### Griechisches KreuzfahrtschiffRomanza

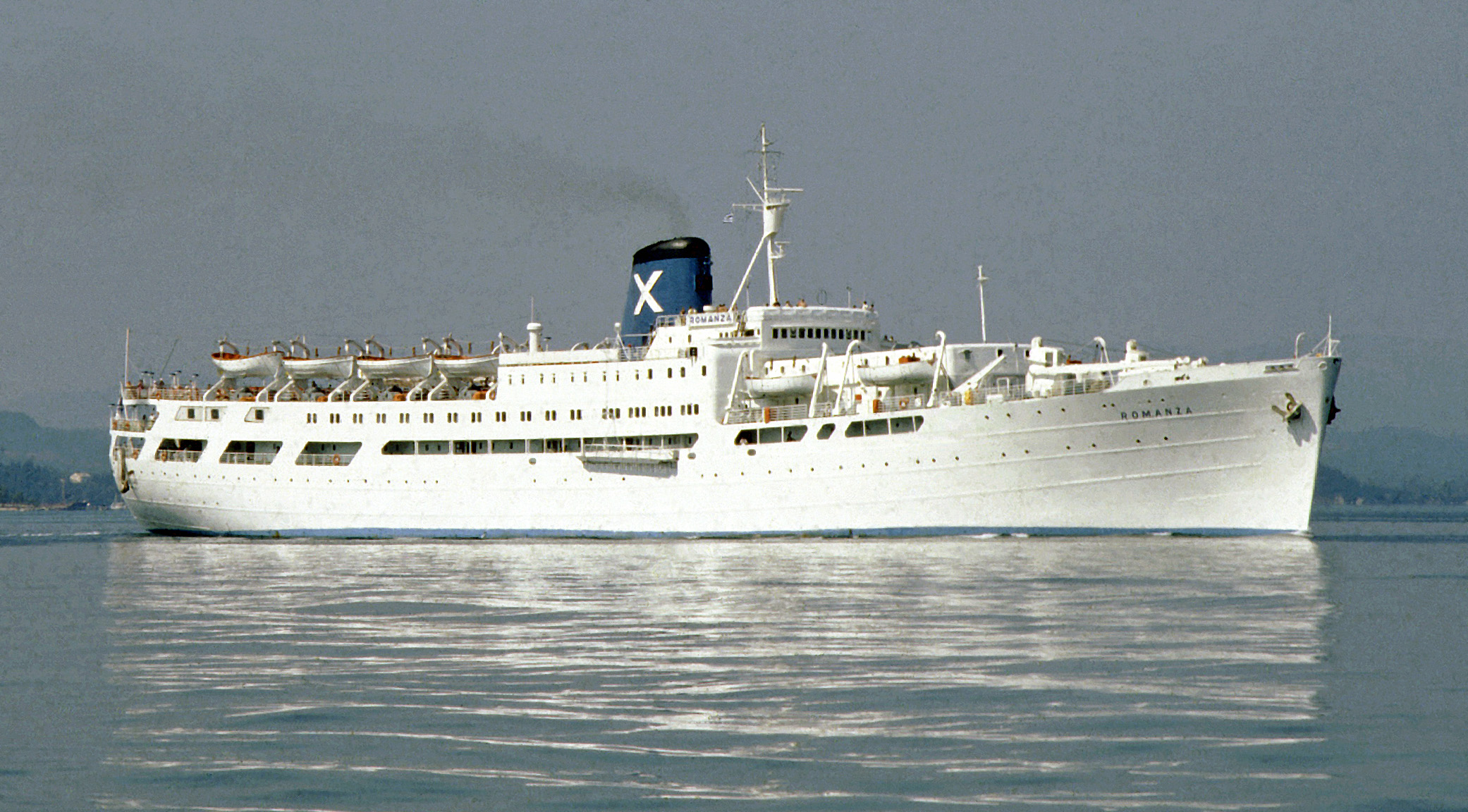
Die Romanza 1981 vor Korfu

Im September 1970 kaufte die griechische Reederei Chandris das Schiff. Sie gab ihm den neuen Namen Romanza, ließ es in Perama bei Piräus von Grund auf modernisieren und bereederte es durch ihre in Panama ansässige Kreuzfahrttochter Chandris International Cruises S.A. Das nunmehr für 650 Passagiere ausgelegte Schiff war nach dem neuerlichen Umbau nur noch mit 8.891 BRT vermessen. Es begann seine Mittelmeerkreuzfahrten im Jahre 1971 und war sehr beliebt und erfolgreich. 1977 wurde die Romanza in Panama registriert, und 1979 wurde sie, obwohl weiterhin in den Farben von Chandris, an die Armadores Romanza S.A., Panama, überschrieben. Bald darauf erlitt sie ihre erste große Havarie. Am 17. Oktober 1979 lief sie vor der Insel Donousa in den Kykladen (Ägäis) auf Grund und beschädigte ihren Rumpf erheblich. Ihre Passagiere wurden von einem anderen Chandris-Schiff, der The Victoria, übernommen, und die Romanza wurde nach Piräus geschleppt, wo sie langwierigen Reparaturen unterzogen wurde.
Das folgende Jahrzehnt verbrachte das Schiff teils unter Charter zu verschiedenen Nutzern, darunter auch 1983 der Lloyd Brasileiro, aber auch über lange Zeiträume als Auflieger. Als es 1988 nach zweijährigem Aufenthalt im Trockendock, erneut modernisiert, aus Piräus auslaufen wollte, wurde dies verzögert, weil Muscheln die Toilettenabflussrohre in den unteren Decks verstopft hatten.

### Zypriotisches KreuzfahrtschiffRomantica
1991 wurde das Schiff, das nun Platz für 707 Passagiere hatte, an die New Ambassador Cruises in Zypern verkauft und auf den Namen Romantica umgetauft. Es führte Ausflugsfahrten von Limassol nach Israel und Ägypten durch. Zwar waren die Fahrten beliebt und gut gebucht, aber Konkurrenzdruck von der Louis Cruise Lines zwang die New Ambassador Cruises 1995 in die Insolvenz. Die Romantica wurde einem der Gläubiger, der Amnesty Shipping Co. aus Limassol, übereignet und wieder in Piräus aufgelegt.

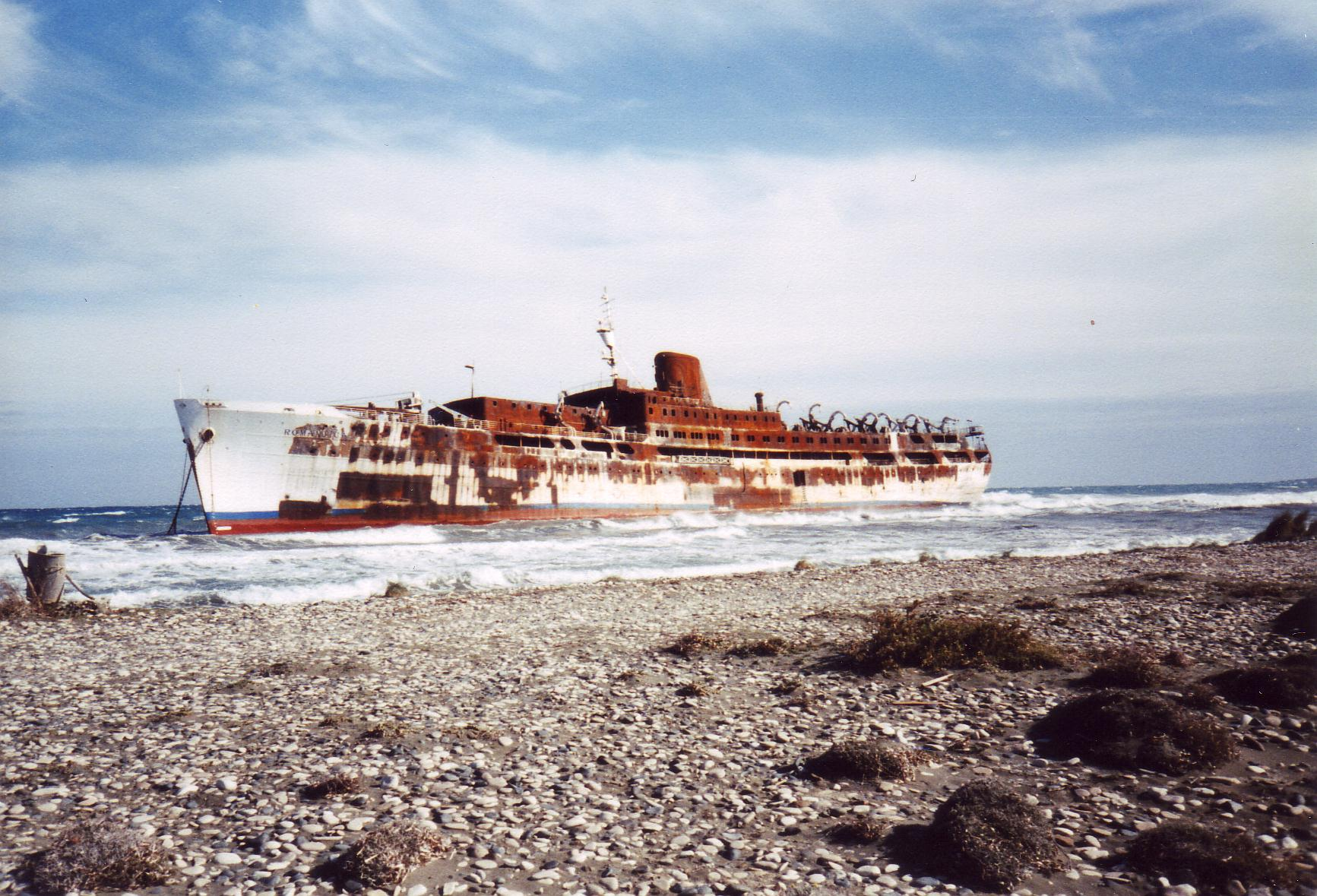
Die ausgebrannte Romantica

1997 wurde sie von der zypriotischen Kreuzfahrtreederei Paradise Cruises gekauft und ein weiteres Mal überholt und aufgefrischt. Dann machte sie, wie auch die Atalantea der gleichen Reederei, zwei- und fünftägige Kreuzfahrten im Mittelmeer.
Am frühen Morgen des 4. Oktober 1997, etwa 60 Seemeilen von Limassol entfernt, brach im Maschinenraum ein Feuer aus, das schnell nahezu das ganze Schiff ergriff. Die rund 490 Passagiere und 186 Mann der aus Griechen, Filipinos und Ägyptern bestehenden Besatzung gingen in die Boote oder wurden durch zwei britische Militär-Hubschrauber vom brennenden Schiff geholt; es gab keine Todesfälle. Sie wurden (wieder!) von der herbeigeeilten Princesa Victoria (vormals The Victoria) aufgenommen, die inzwischen für die Louis Cruise Lines fuhr, und nach Limassol gebracht. Das noch immer brennende Schiff hatte bald 20 Grad Schlagseite. Um ein Sinken zu verhindern, wurde es am 6. Oktober von drei Schleppern in flaches Wasser außerhalb des Hafens von Limassol geschleppt und auf Grund gesetzt. Dort gelang es schließlich am 8. Oktober, den Brand endgültig zu löschen.
Im April 1998 wurde das Wrack zum Verschrotten nach Alexandria (Ägypten) geschleppt.